# Gordon McLennan (Politiker)
Gordon McLennan (* 12. Mai 1924 in Glasgow, Schottland; † 21. Mai 2011 in Lambeth, London, England) war ein britischer Politiker der Kommunistischen Partei Großbritanniens (CPGB) und von 1976 bis 1989 ihr Generalsekretär.

## Leben

### Anfänge und Aufstieg in der Politik
McLennan wurde 1924 im schottischen Glasgow in eine Familie aus der Arbeiterklasse geboren. Als technischer Zeichner bei Albion Motor Car stieg er ins Berufsleben ein und wurde als erster aus seiner Familie ein sogenannter white collar worker. Schon früh stach er durch politisches Engagement hervor. Mit 15 Jahren trat er der Young Communist League (YCL) bei und war von 1942 bis 1947 Mitglied im Vorstand der YCL. Anschließend wurde er hauptberuflicher Parteiorganisator der CPGB. In den nächsten Jahren stieg er in der Partei auf. Zunächst war er organiser für Glasgow und wurde dann Generalsekretär des Glasgower Ortsvereines der Partei. Danach war er als organiser für das gesamte Schottland tätig, ehe er 1956 zum Generalsekretär der schottischen Teilpartei aufstieg. 1957 wurde er Mitglied im Landesvorstand und 1966 national organiser der Partei. In dieser Funktion war er auch für die YCL zuständig, deren Strukturen er während seiner Amtszeit reformierte. Mehrfach trat McLennan auch als Kandidat seiner Partei bei Wahlen für das House of Commons an, konnte aber kein einziges Mal gewinnen. Bei den Unterhauswahlen 1959, 1964 und 1966 kandidierte er im Wahlkreis Glasgow Govan, 1962 trat er zudem bei einer Nachwahl im Wahlkreis West Lothian an. Zwei weitere Versuche unternahm er 1970 und im Februar 1974 im Wahlkreis St Pancras North.

### Generalsekretär der CPGB
1975 wurde er als Nachfolger von John Gollan Generalsekretär der CPGB. Schon damals war die Partei im Niedergang begriffen, die Mitgliederzahlen sanken als Folge des Antikommunismus im Kalten Krieg. McLennans Amtszeit war zudem durch interne Konflikte geprägt. Ein erster Streitpunkt während McLennans Amtszeit war die seit Jahrzehnten andauernde finanzielle Unterstützung von der Sowjetunion. McLennan gab als neuer Generalsekretär bekannt, diese Praxis beendet zu haben, wenngleich sie tatsächlich noch bis 1979 fortgesetzt wurde. Später gab er an, davon keine Kenntnis gehabt zu haben. 1976 ließ McLennan den bisherigen Hauptsitz der Partei in der King Street im Londoner Stadtteil Covent Garden verkaufen, um wieder Geld in die Kassen der Partei zu spülen. Die generelle Haltung zur Sowjetunion und zur sowjetischen Politik war ein weiterer Streitpunkt. McLennan versuchte, eine gewisse Distanz aufzubauen und kritisierte 1981 die Sowjetunion für deren vollständigen Führungs- und Weisungsanspruch auf die weltweite kommunistische Bewegung. Mit Michail Gorbatschow baute er ein besseres Verhältnis auf. Während Gorbatschow McLennan Ratschläge zur Führung einer Partei gab, schlug McLennan dem sowjetischen Generalsekretär vor, sich um eine Annäherung an die konservative, damalige britische Premierministerin Margaret Thatcher zu bemühen. McLennan unterstützte zudem Gorbatschows eigenen Reformkurs. Abgesehen davon befürwortete McLennan engere Beziehungen der CPGB mit anderen westeuropäischen kommunistischen Parteien. Während des Bergarbeiterstreikes 1984/85 kritisierte McLennan die Streikführung um Arthur Scargill, von dem er befürchtete, er würde die Bergarbeiterbewegung „in die Katastrophe“ führen. Ein als Versöhnungstreffen gedachtes Gespräch zwischen McLennan, seinem Industriebeauftragten Pete Carter, Scargill und dem schottischen Kommunistenführer Mick McGahey endete im Zerwürfnis. Kritisch war McLennan auch über die Leitung der Bergarbeitergewerkschaft nach Ende des Streikes; weitere Streitereien zwischen McLennan und Scargill ereigneten sich zudem während eines Streikes bei News International.
Inhaltlich stritten sich ein eurokommunistischer und ein für einen traditionellen Kommunismus eintretender Flügel um die Ausrichtung der Partei. McLennan versuchte, den Richtungsstreit beizulegen und die Partei wieder zu einen. Zunächst scheiterte er mit dem Versuch, mit einem richtungsweisenden Manifest namens The British Road to Socialism der Partei eine einheitliche inhaltliche Ausrichtung zu geben, später tendierte er immer mehr hin zum Eurokommunismus. Er argumentierte, dass ein solcher Kurs beziehungsweise eine Modernisierung der Partei notwendig sei, um ihr Überleben zu sichern. Entsprechend förderte er auch eurokommunistische Nachwuchspolitiker wie Martin Jacques, Herausgeber von Marxism Today. Vertreter des traditionell-kommunistischen Flügels warfen ihm dagegen Verrat vor. Aus seiner Sicht ungünstigerweise kontrollierten seine Kritiker den sogenannten Morning Star, eine einflussreiche Publikation des britischen Kommunismus. McLennan versuchte, die Kontrolle über die Zeitung zu bekommen, unter anderem dadurch, dass er Unterstützer von ihm in Leitungspositionen der Publikation zu hieven versuchte. Allerdings war die Zeitung trotz ihrer Nähe zur CPGB von dieser institutionell unabhängig geworden, sodass McLennan nur bedingt eine Handhabe hatte. Dementsprechend nutzte er mitunter auch Parteiausschlüsse seiner Kritiker im Bestreben, so doch noch die Oberhand zu bekommen. Letztendlich scheiterte er aber mit dem Ziel, die Partei wieder zu vereinen. 1988 traten McLennans Kritiker aus der CPGB aus und gründeten mit der Kommunistischen Partei Britanniens (CPB) eine eigene Partei.
Der Independent betitelte McLennan später als „letzten Arbeiterklassen-Generalsekretär der Kommunisten der alten Schule“. Über Parteigrenzen hinweg galt als er geachteter und integrer Politiker. 1990 trat er nach 15 Jahren als Generalsekretär der CPGB zurück. Damals fokussierte sich die CPGB auf Forderungen nach einer größeren sozialen Gerechtigkeit. Seine Nachfolgerin wurde Nina Temple, die sich als Kritikerin von McLennans Bemühungen um die Einheit der Partei hervorgetan hatte.

### Leben ab 1990
1991 löste sich die CPGB auf. Der von Temple initiierten Nachfolgebewegung Democratic Left trat McLennan nie bei. Stattdessen wurde er 1992 Mitglied der Kommunistischen Partei Schottlands (CPS). Vor der Unterhauswahl 2005 unterstützte er George Galloways Partei Respect – The Unity Coalition. Im Ruhestand betätigte sich McLennan zudem in der National Pensioners Convention. Er wurde der Leiter der lokalen Gruppe der National Pensioners Convention in seinem Heimatbezirk Lambeth und wurde daneben auch Teil des nationalen Leitungsgremiums.

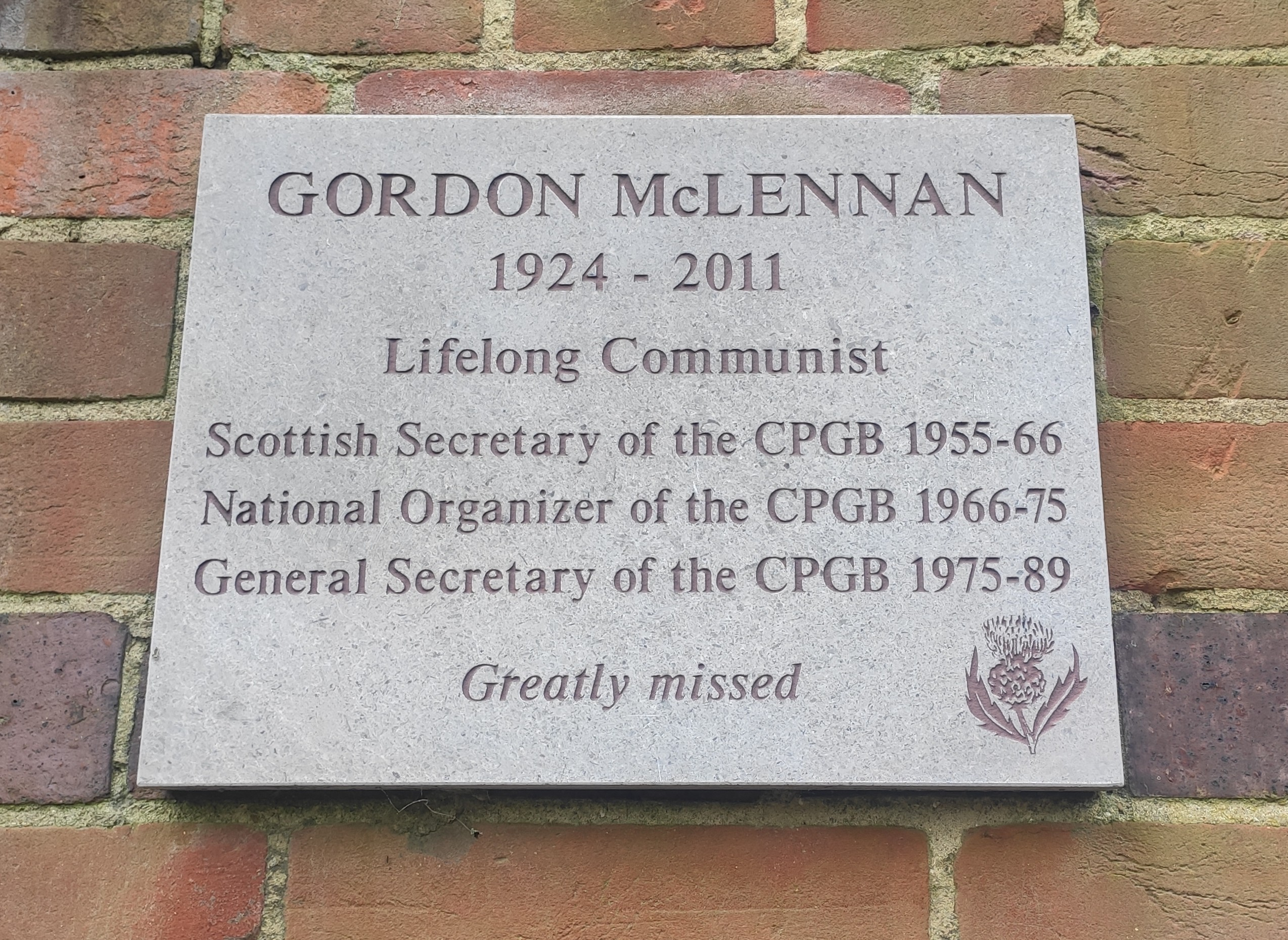
Gedenktafel für McLennan am Golders Green Crematorium in London (2022)

McLennan war ab 1950 verheiratet und Vater einer Tochter und dreier Söhne, von denen einer das Down-Syndrom hat. Allgemeinhin galt er als Familienmensch. Bekannt war er unter anderem dafür, zusammen mit seiner Ehefrau im gemeinsamen Londoner Zuhause sogenannte ceilidh zu veranstalten, bei denen die beiden schottische Lieder sangen. Zu seinen weiteren Leidenschaften gehörte unter anderem der Golfsport. Er starb am 21. Mai 2011 in Lambeth im Alter von 87 Jahren an den Folgen einer Krebserkrankung. Er hinterließ seine Ehefrau und seine Kinder sowie sieben Enkel und zwei Urenkel.

## Werke (Auswahl)
- Britain and the Irish Crisis: A Communist View of the White Paper. Communist Party of Great Britain, London 1973, ISBN 0-900302-35-6.
- Quit the market, join the world Pamphlet. Communist Party of Great Britain, London 1975, ISBN 0-900302-53-4.
- The British Road to Socialism. Datum unbekannt.